# Anna Regina
Anna Regina ist die Provinzhauptstadt von Pomeroon-Supenaam in Guyana. Die Stadt liegt an der Atlantikküste, nordwestlich der Mündung des Essequibo, 19 Kilometer nördlich von Adventure. Anna Regina wurde 1970 zur Stadt ernannt. Anna Regina hat einen Marktplatz, ein Gemeindezentrum und eine weiterführende Schule. An Sehenswürdigkeiten gibt es das Damon-Denkmal, das Damon-Kreuz, die Anna-Regina-Brücke und die anglikanische Kirche St. Bartholomew sowie zahlreiche niederländische Gräber. 